# (15381) Spadolini
(15381) Spadolini  es un asteroide perteneciente al cinturón de asteroides, descubierto el 1 de septiembre de 1997 por Vittorio Goretti desde el Observatorio de Pianoro, en Italia.

## Designación y nombre
Spadolini se designó inicialmente como 1997 RB1.
Más adelante fue nombrado en honor a los profesores de instituto italianos amigos del descubridor, Mauro (n. 1941) y Barbara Spadolini (n. 1944).

## Características orbitales
Spadolini orbita a una distancia media del Sol de 2,2843 ua, pudiendo acercarse hasta 1,9851 ua y alejarse hasta 2,5836 ua. Tiene una excentricidad de 0,1309 y una inclinación orbital de 4,5765° grados. Emplea en completar una órbita alrededor del Sol 1261 días.

## Características físicas
Su magnitud absoluta es 14,7. Tiene 3,028 km de diámetro. Su albedo se estima en 0,305.